# Walther Pessl
Walther Pessl (* 20. Januar 1886 in Freistadt; † 11. November 1962 in Wien) war ein österreichischer Chemiker und Politiker. Er war Abgeordneter zum Wiener Landtag (1951–1954).

## Leben
Als Sohn eines Stadtarztes geboren, studierte er nach dem Besuch des Gymnasiums in Freistadt Chemie an der TH Wien, welches er als Dipl.-Ing. abschloss. Während seines Studiums wurde er 1903 Mitglied der Burschenschaft Oberösterreicher Germanen Wien. 1928 wurde er Präsident des Österreichischen Aero-Clubs. 1946 bis 1952 war er Mitglied der Bezirksvertretung (Bezirksrat) im 7. Wiener Gemeindebezirk. 1951 wurde er in den Wiener Landtag gewählt, dem er bis 1954 angehörte. Er war damit auch Mitglied im Wiener Gemeinderat und gehörte der ÖVP an.